# Tuleta
Tuleta – jednostka osadnicza w Stanach Zjednoczonych, w stanie Teksas, w hrabstwie Bee.